# Zhang Kailin
Zhang Kailin (chinesisch 张恺琳, Pinyin Zhāng Kǎilín; * 28. Januar 1990 in Wuhan) ist eine chinesische Tennisspielerin.

## Karriere
Zhang spielt hauptsächlich Turniere auf dem ITF Women’s Circuit, bei denen sie bislang fünf Einzel- und 15 Doppeltitel gewann. Im November 2014 stand sie in Ningbo erstmals im Finale eines WTA-Turniers der Challenger-Serie; sie und ihre Landsfrau Xinyun Han verloren die Partie im Entscheidungssatz. 2015 gewann sie an der Seite von Zheng Saisai das Challenger-Turnier in Dalian.

## Turniersiege

### Einzel
| Nr. | Datum            | Turnier  | Kategorie    | Belag     | Finalgegnerin | Ergebnis              |
| --- | ---------------- | -------- | ------------ | --------- | ------------- | --------------------- |
| 1.  | 10. März 2014    | Shenzhen | ITF $10.000  | Hartplatz | Ran Tian      | 6:0, 5:7, 6:1         |
| 2.  | 26. Mai 2014     | Zhenzhou | ITF $25.000  | Hartplatz | Xu Yifan      | 7:5, 6:4              |
| 3.  | 19. Oktober 2015 | Suzhou   | ITF $50.000  | Hartplatz | Duan Yingying | 1:6, 6:3, 6:4         |
| 4.  | 24. April 2016   | Nanning  | ITF $25.000  | Hartplatz | Liu Fangzhou  | 6:3, 6:4              |
| 5.  | 8. Mai 2016      | Anning   | ITF $100.000 | Sand      | Peng Shuai    | 6:1, 0:6, 4:2 Aufgabe |

### Doppel
| Nr. | Datum              | Turnier    | Kategorie      | Belag     | Partnerin     | Finalgegnerinnen                          | Ergebnis           |
| --- | ------------------ | ---------- | -------------- | --------- | ------------- | ----------------------------------------- | ------------------ |
| 1.  | Mai 2011           | Jakarta    | ITF $10.000    | Hartplatz | Zheng Jun-yi  | Bella Destriana Nadya Syarifah            | 6:2, 6:4           |
| 2.  | Februar 2012       | Antalya    | ITF $10.000    | Sand      | Yang Zhaoxuan | Li Yihong Tang Haochen                    | 7:66, 5:7, [10:8]  |
| 3.  | Juli 2012          | Huzhu      | ITF $15.000    | Sand      | Li Yihong     | Tian Ran Wang Yafan                       | 3:6, 6:4, [10:6]   |
| 4.  | 21. Februar 2014   | Nonthaburi | ITF $10.000    | Hartplatz | Han Xinyun    | Katie Boulter Xun Fangying                | 6:3, 6:0           |
| 5.  | 23. März 2014      | Shenzhen   | ITF $10.000    | Hartplatz | Han Xinyun    | Chan Chin-wei Liu Chang                   | 6:3, 2:6, [13:11]  |
| 6.  | 28. März 2014      | Shenzhen   | ITF $10.000    | Hartplatz | Han Xinyun    | Gai Ao Wang Yan                           | 6:0, 6:3           |
| 7.  | 25. April 2014     | Nanning    | ITF $25.000    | Hartplatz | Han Xinyun    | Zhang Ling Zheng Saisai                   | 7:68, 7:63         |
| 8.  | 2. Mai 2014        | Anning     | ITF $50.000    | Sand      | Han Xinyun    | Varatchaya Wongteanchai Zhang Ling        | 6:4, 6:2           |
| 9.  | 1. August 2014     | Wuhan      | ITF $50.000    | Hartplatz | Han Xinyun    | Miyu Katō Makoto Ninomiya                 | 6:4, 6:2           |
| 10. | 30. August 2014    | Tsukuba    | ITF $25.000    | Hartplatz | Han Xinyun    | Nicha Lertpitaksinchai Peangtarn Plipuech | 6:4, 6:4           |
| 11. | 10. Juli 2015      | Bangkok    | ITF $25.000    | Hartplatz | Han Xinyun    | Kanae Hisami Kotomi Takahata              | 6:3, 6:4           |
| 12. | 12. September 2015 | Dalian     | WTA Challenger | Hartplatz | Zheng Saisai  | Chan Chin-wei Darija Jurak                | 6:3, 6:4           |
| 13. | 9. April 2016      | Kashiwa    | ITF $25.000    | Hartplatz | Yang Zhaoxuan | You Xiaodi Zhu Lin                        | 7:5, 2:6, [11:9]   |
| 14. | 7. Mai 2016        | Anning     | ITF $100.000   | Sand      | Wang Yafan    | Varatchaya Wongteanchai Yang Zhaoxuan     | 6:73, 7:62, [10:1] |
| 15. | 2. Juni 2016       | Eastbourne | ITF $50.000    | Rasen     | Yang Zhaoxuan | Asia Muhammad Maria Sanchez               | 7:65, 6:1          |
| 16. | 18. Juni 2016      | Ilkley     | ITF $50.000    | Rasen     | Yang Zhaoxuan | An-Sophie Mestach Storm Sanders           | 6:3, 7:65          |

## Abschneiden bei Grand-Slam-Turnieren

### Doppel
| Turnier         | 2015 | 2016 | Karriere |
| --------------- | ---- | ---- | -------- |
| Australian Open | —    | 1    | 1        |
| French Open     | —    | —    | —        |
| Wimbledon       | 1    | —    | 1        |
| US Open         | —    | 1    | 1        |